# I съезд Коммунистической партии (большевиков) Беларуси
I съезд Коммунистической партии (большевиков) Беларуси прошёл с 30 по 31 декабря 1918 года в Смоленске, в Доме дворянского собрания.
Съезд принял постановление, согласно которому Северо-Западный областной комитет РКП(б) на территории Беларуси переформируется в Коммунистическую партию (большевиков) Беларуси, образуя её Центральный Комитет и остальные органы деятельности партии.

## Предыстория
Решение о проведении областной конференции принято 2 декабря 1918 года на заседании Северо-Западного областного комитета РКП(б). За созыв высказались Витебский, Могилевский и Рославльский, против — Смоленский, Бельский и Оршанский районные комитеты РКП(б). Конференция была назначена на 27 декабря 1918 г., утверждена примерная повестка дня, установлена норма представительства (1 делегат от 50 членов партии, подрайонные организации, не имевшие 50 членов, направляли по 1 делегату). Подготовка основных документов к конференции велась в ЦК РКП (б)и Народном Комиссариате по делам национальностей РСФСР под руководством Иосифа Сталина. Активное участие в этой работе принимали сотрудники Белорусского национального комиссариата (Белнацкома), белорусских секций РКП(Б) И. Лагун, А. Г. Червяков, З. Жилунович (Ц. Гартный) и др.

## Созыв съезда

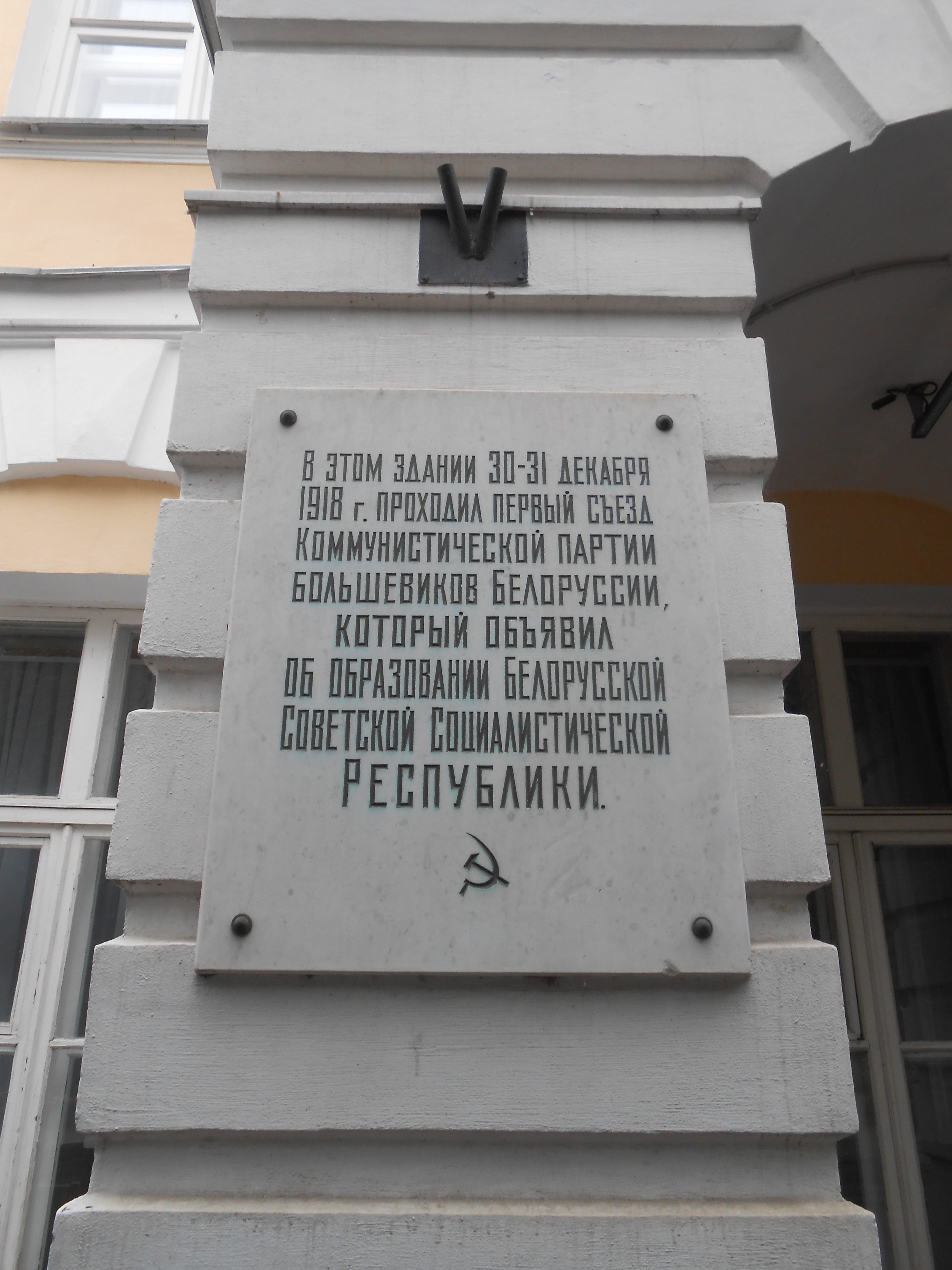

В официальных изданиях утверждается, что 206 делегатов (175 с решающим и 31 с совещательным голосом) представляли 17 771 коммуниста от партийных организаций Витебской, Могилевской, Минской, Смоленской губерний, а также от белорусских партийных организаций Виленской и Черниговской губерний. В списках делегатов значатся 173 делегата с решающим и 30 с совещательным голосом от 112 партийных организаций, насчитывавших 17 295 членов партии. Докладчик от мандатной комиссии Орлов объявил на съезде о присутствии 187 делегатов (162 с решающим и 25 с совещательным голосом). От Смоленской губернии было представлено 58 партийных организаций (6668 членов партии), Могилевской — соответственно 20 (2178), Витебской — 12 (3555), Минской — 11 (2575), Виленской — 6 (282), Черниговской — 5 (2037).

## Работа съезда

### Доклад Мясникова
Из доклада Александра Мясникова о текущем моменте следовало, что партийное руководство в Москве и Смоленске рассматривало создание Коммунистической партии Беларуси и БССР скорее как политический манёвр, а не как долгосрочную перспективную политику. Отмечалось, что партия держит курс «на европейскую, мировую революцию». Высказывалась уверенность, что «Германия находится накануне новой революции». Коммунисты и все рабочие призывались к новым революционным боям. При определении основных задач экономической политики в резолюции были поддержаны предложения Мясникова о создании Совета народного хозяйства, развитии кооперации и приспособлении её к реальным условиям жизни. Допускалось существование частной собственности у беднейшего и среднего крестьянства, однако «крестьянин постепенно должен проникнуться идеей отказа от частной собственности».

### Доклад Кнорина
В докладе Вильгельма Кнорина о деятельности областного комитета партии отмечалось, что за 4 месяца со времени проведения V Северо-Западной областной конференции РКП(б), проходившей со 2 по 4 сентября 1918 года, число членов партии увеличилось в 3,5 раза (с 5 тыс. до почти 18 тыс.). Он высказался за концентрацию всей революционной партийной власти в руках её комитетов. При этом советы являются органами государственной власти, выполняют предписания партии, которые проводят в жизнь «тактическую линию партии».
В документах съезда подчеркивалось, что Северо-западный областной комитет РКП(б) контролировал работу Чрезвычайной комиссии (ЧК), постоянно занимался вопросами военной политики, руководил деятельностью отделов облисполкома, готовил и направлял проведение многочисленных съездов, оказывал помощь местным партийным и профсоюзным организациям, проводил расследования по чрезвычайным политическим событиям, конфликтам и др., занимался агитацией и пропагандой среди солдат германской армии, которые уезжали на родину, готовил кадры для партийной работы, издавал газеты, брошюры, листовки на немецком, венгерском и других языках. С обобщением сообщений с мест выступил А. Мясников. В принятой резолюции о положении на местах «высказывалась необходимость» решительным образом искоренять всякие недисциплинированные поступления в рядах партии. Съезд поручил центральному бюро КП(б)Б создать высшую партийную инспекцию «с целью непосредственного надзора и контроля за деятельностью партийных организаций и срочной устранения тех или иных недостатков в их работе».

### Доклад Перно
В докладе Яна Перно по организационным вопросам и спорам по докладу признавалось необходимым укрепление контроля со стороны партийных органов за деятельностью партийных учреждений и организаций, создание военных фракций в городах, где имелись крупные гарнизоны. Одним из главных на съезде был вопрос о белорусской государственности. Мясников внёс предложение, которое было оформлено в резолюцию об объявлении Западной коммуны «самостоятельной Советской Республикой Беларуси». Кроме этого названия в документах съезда и Манифесте Временного революционного рабоче-крестьянского советского правительства Беларуси встречаются названия:
- Белорусская социалистическая советская республика
- Социалистическая Советская рабочая Республика Беларуси
- Советская Белорусская Республика
- Белорусская Советская независимая республика

### Доклад Найденкова
С докладом о границах Белорусской республики выступил Григорий Найденков. На основе разработанных комиссией (создано перед съездом) предложений было принято постановление «О границах Беларуси». Отмечалось, что основным ядром Белорусской Республики считаются Минская, Смоленская, Могилевская, Витебская и Гродненская губернии с частями прилегающих к ним этнических местностей соседних губерний, населенных преимущественно белорусами. Таковыми признавались части Новоалександровского уезда Ковенской, Свенцянского и Ошмянского уездов Виленской, Августовский уезд Сувалковской, Суражский, Мглинский, Стародубский и Новозыбковский уезды Черниговской губерний. Из состава Смоленской губернии исключались Гжацкий, Сычевский, Вяземский и Юхновский уезды, из состава Витебской губернии — часть Двинского, Режицкого и Люцинского уезды. В соответствии с этим съездом определил административно-территориальное деление республики на 7 районов — Минский, Смоленский, Витебский, Могилевский, Гомельский, Гродненский, Барановичский, которые разделились на 54 подрайона. Согласно такому разделению должны были создаваться райкомы (губпарткомы) и подрайкомы (уездные комитеты) КП(б)Б.

## Итог съезда
В президиум были избраны Александр Мясников (председатель), Ричард Пикель, Исаак Рейнгольд, Иван Алибегов, Семён Иванов, Григорий Найденков. По предложению А. Мясникова была принята резолюция «о названии конференции», Конференция провозгласила себя «I съездом Коммунистической партии (большевиков) Белорусской республики» и направила в ЦК РКП(б) телеграмму с просьбой утвердить это решение.